# Gongylanthus
Gongylanthus es un género de musgos hepáticas de la familia Arnelliaceae. Comprende 27 especies descritas y de estas, solo 12 aceptadas.

## Taxonomía
El género fue descrito por Christian Gottfried Daniel Nees von Esenbeck y publicado en Naturgeschichte der Europäischen Lebermoose 2: 405. 1836. La especie tipo es: Gongylanthus ericetorum (Raddi) Nees	

## Especies aceptadas
A continuación se brinda un listado de las especies del género Gongylanthus aceptadas hasta diciembre de 2014, ordenadas alfabéticamente. Para cada una se indica el nombre binomial seguido del autor, abreviado según las convenciones y usos.	
- Gongylanthus ericetorum (Raddi) Nees
- Gongylanthus gollanii (Stephani) Grolle
- Gongylanthus granatensis (Gottsche) Stephani
- Gongylanthus himalayensis Grolle
- Gongylanthus indicus S.C. Srivast. & P.K. Verma
- Gongylanthus liebmannianus (Lindenb. & Gottsche) Stephani
- Gongylanthus limbatus (Herzog) Grolle & Váňa
- Gongylanthus muelleri (Gottsche) Stephani
- Gongylanthus oniscoides (Spruce) Stephani
- Gongylanthus pringlei Underw. ex Steph.
- Gongylanthus reniformis (Mitt.) Stephani
- Gongylanthus scariosus (Lehm.) Stephani